# Dzmitryj Baha
Dzmitryj Anatolevič Baha (in bielorusso Дзмітрый Анатолевіч Бага?; in russo Дмитрий Анатольевич Бага?, Dmitrij Anatol'evič Baga; Minsk, 4 gennaio 1990) è un calciatore bielorusso, centrocampista del DMedia Minsk.

## Biografia
Ha un fratello maggiore Aljaksej, anch'egli calciatore.

## Carriera

### Nazionale
Ha partecipato agli Europei Under-21 del 2011 ed ai Giochi Olimpici di Londra nel 2012.

## Palmarès

### Club

#### Competizioni nazionali
- Campionato bielorusso: 9

BATĖ Borisov: 2008, 2009, 2010, 2011, 2012, 2013, 2014, 2015, 2018
- Coppa di Bielorussia: 3

BATĖ Borisov: 2009-2010, 2014-2015, 2019-2020
- Supercoppa di Bielorussia: 6

BATĖ Borisov: 2010, 2011, 2013, 2014, 2015, 2016